# Nachal Mišmar ha-Emek
Nachal Mišmar ha-Emek (hebrejsky: נחל משמר העמק) je vádí v severním Izraeli.
Začíná v nadmořské výšce okolo 250 metrů ve vysočině Ramat Menaše, cca 2 kilometry jihovýchodně od vesnice Ejn ha-Šofet. Směřuje pak k severu a severovýchodu po západním okraji vrchu Giv'at Ka'at, míjí z jihu pahorek Giv'at Kipod a klesá po zalesněných svazích do zemědělsky využívaného Jizre'elského údolí, do kterého vstupuje ve vesnici Mišmar ha-Emek u pahorku Tel Šuš. Od ní potom vede k severu napříč centrální částí údolí, uměle napřímeným korytem, do kterého je svedeno i vádí Nachal Jizhar. Jihozápadně od vesnice Kfar Baruch ústí zleva do řeky Kišon.